# Place Maréchal-Foch
Pour l’article homonyme, voir Place du Maréchal-Foch.
La place Maréchal-Foch, une des places les plus connues de Nantes, en France, est un ensemble architectural conçu au XVIIIe siècle.

## Situation et accès
La place qui se situe dans le quartier du centre-ville à la limite du quartier Malakoff - Saint-Donatien qui borde son côté est, se trouve entre les cours Saint-Pierre au sud et Saint-André au nord. Elle dessert les rues de l'Évêché, Chauvin, Tournefort, Sully, Maréchal-Joffre, Gambetta et Henri-IV.

## Origine du nom
Elle porte le nom de Ferdinand Foch, maréchal de France. 

## Historique
Appelée « place d’Armes » jusque sous le Premier Empire, elle devient la « place Louis-XVI » sous la Restauration puis « place Maréchal-Foch » par délibération du conseil municipal du 27 mars 1929.
Les Nantais, surtout ceux de souche et notamment chez les personnes d'un certain âge, utilisent encore couramment ce nom, beaucoup plus spontanément que celui de « place Foch ».

## Bâtiments remarquables et lieux de mémoire

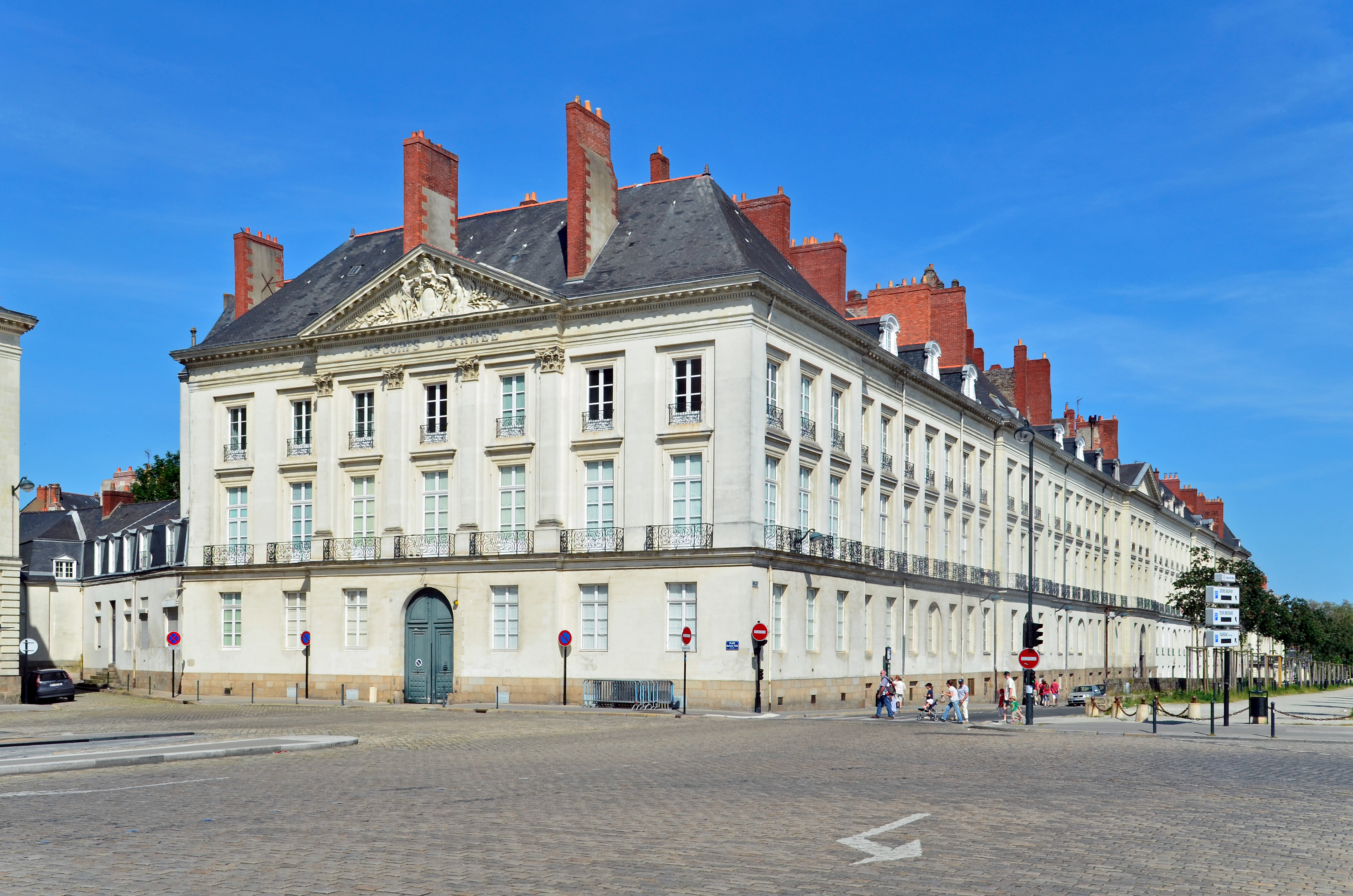
Hôtel d'Aux, ancien siège du XIe corps d'armée longeant le cours Saint-André

Elle accueille en son centre la colonne Louis-XVI, érigée en 1790 comme « colonne de la Liberté », haute de 28 mètres, surmontée depuis la Restauration d'une statue du souverain. C'est l'une des rares statues de Louis XVI encore présentes en France dans l'espace public (voir ci-dessous). Elle a été mise en place en 1823, sous le mandat du maire Louis-Hyacinthe Levesque ; c'est une œuvre du sculpteur Dominique Molknecht, qui a aussi réalisé celles du Loroux-Bottereau et de Plouasne.
Autour de la place, on peut voir l'hôtel Montaudouin, dû à l'architecte nantais Mathurin Crucy ; l'hôtel d'Aux, construit par un autre architecte nantais Jean-Baptiste Ceineray en 1770, où séjournèrent Napoléon Ier et Joséphine en 1808, devenu siège du 11e corps d'armée sous la troisième République, puis celui de la Feldkommandantur pendant la Seconde Guerre mondiale ; l'hôtel de Charette (ou de Bruc), érigé en 1824, siège des services locaux du SD (Service de sûreté du parti national-socialiste) pendant la Seconde Guerre mondiale, qui était identifié par les Nantais comme ceux de la Gestapo de 1942 (date de l'arrivée de la Gestapo à Nantes) à 1944. Près de la cathédrale se dresse la porte Saint-Pierre, vestige de l'enceinte de la cité médiévale.
Depuis le 6 novembre 2006, la place accueille le terminus nord (station Foch-Cathédrale) de la ligne 4 du busway nantais qui dessert vers le sud, l'Île de Nantes et la commune de Vertou (au sud-est de l'agglomération).

### Les statues de Louis XVI en France
La plupart des représentations de Louis XVI sont absentes de l'espace public en France. On ne trouve que quatre autres statues de l'ancien monarque (les deux dernières ne sont pas de Dominique Molknecht) :
- au Loroux-Bottereau, en Loire-Atlantique, à l'office de tourisme (celle qui est placée sur le parvis de l'église du bourg est une copie) ;
- à Plouasne dans les Côtes-d'Armor, dans les jardins du château de Caradeuc ;
- à Sorèze, dans le Tarn ;
- à Nant, dans l'Aveyron (à noter toutefois que cette statue est décapitée et qu'elle appartiendrait à un particulier).